# Петушок из Витербо

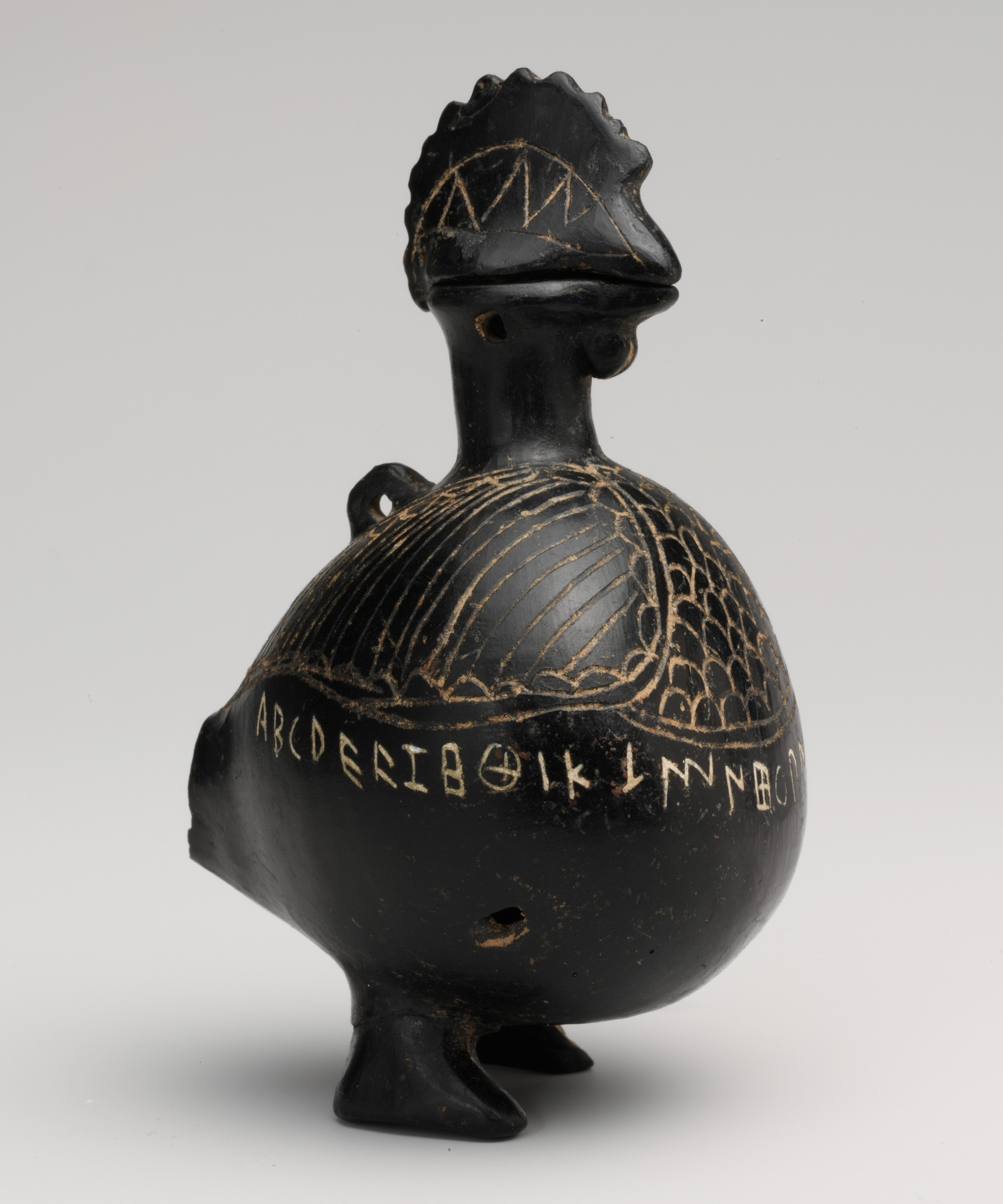
Петушок из Витербо

Петушок из Витербо (CIE 10494, ET AT 9.1) — этрусский артефакт конца VII века до нашей эры, находящийся в Метрополитен-музее в Нью-Йорке. Петушок сделан из обожжённой чёрной глины (буккеро) и, по-видимому, служил сосудом для хранения чернил. На сосуде выгравирован ранний этрусский алфавит.

## Описание керамики

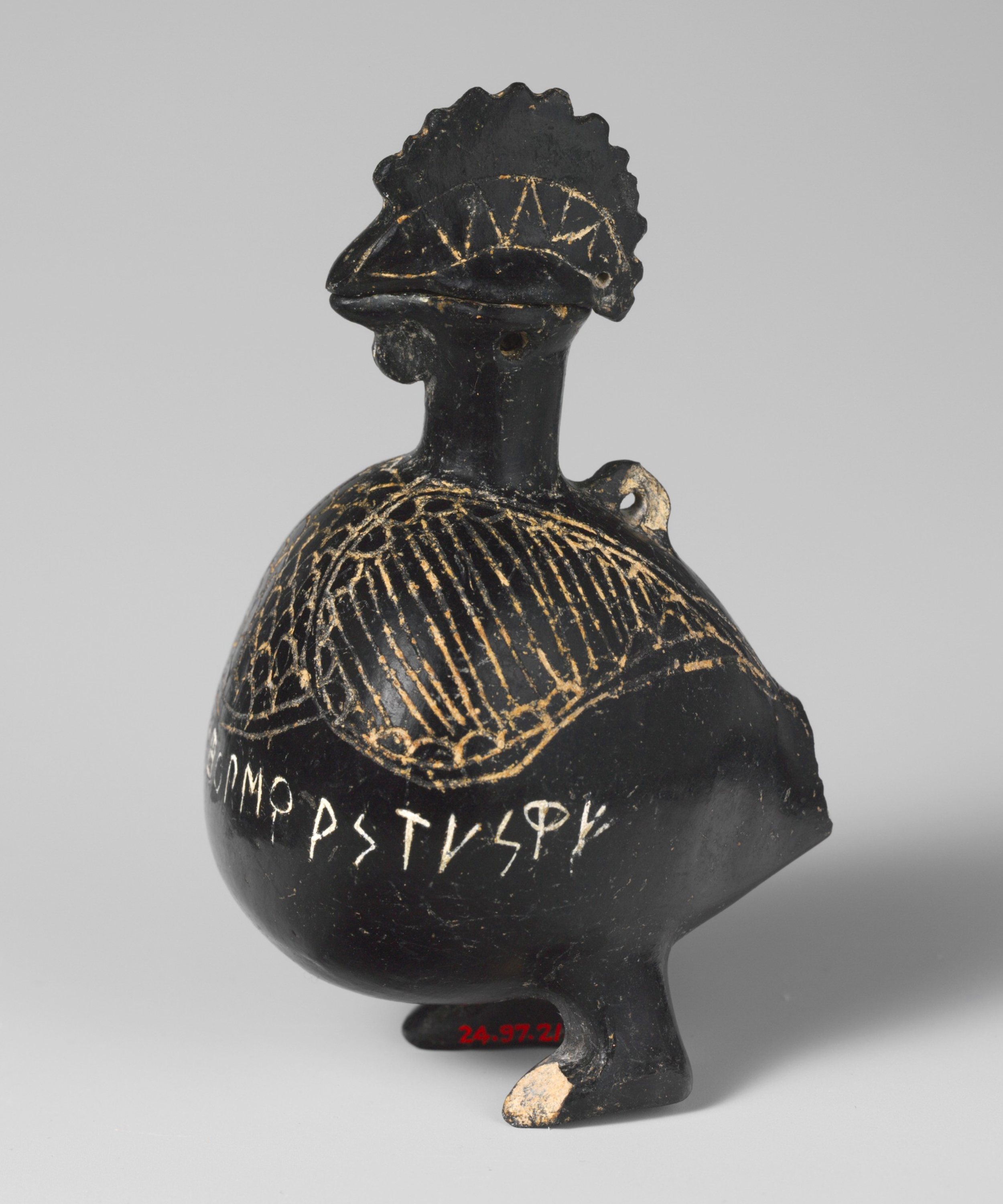
Петушок из Витербо

Высота петушка — 10,3 см, длина — 5,3 см, он изготовлен из обожжённой глины между 630 и 620 годами до нашей эры. Чёрный матовый блеск возникает в результате обжига в так называемом восстановительном огне. При этом подача кислорода перекрывается за счёт сужения вытяжных отверстий и добавления топлива, в результате чего образуется глубокий чёрный оксид железа. Керамика, обожжённая таким образом, называется буккеро. Рисунок, изображающий оперение петуха, и алфавит были выгравированы на керамике после обжига.
Задняя часть фигуры, которая, вероятно, также опиралась на землю и увеличивала устойчивость, откололась, и её до сих пор не удалось найти. Точно так же у петушка отсутствует передняя часть левой ножки. Голова петушка снимается на уровне клюва и, вероятно, служила крышкой. Следовательно, сосуд мог использоваться для хранения жидкости, в частности, чернил. Считается, что петушок был найден недалеко от Витербо в Лацио и поступил в распоряжение Метрополитен-музея в 1924 году. Там он имеет инвентарный номер 24.97.21a, b.

## Алфавит

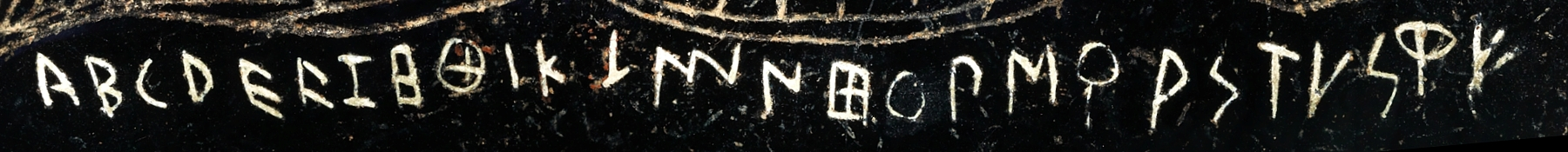
Алфавит с петушка: a b c d e v z h θ i k l m n ξ o p ś q r s t u s φ χ

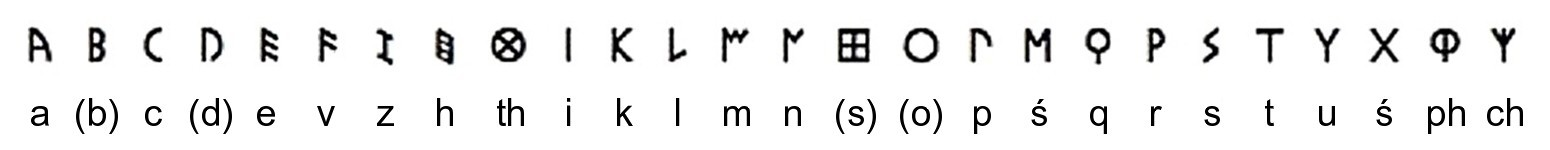
Этрусский алфавит в VII веке до нашей эры с транслитерацией. Неиспользуемые буквы помещены в скобки

На петушке выгравирован ранний этрусский алфавит. Такие надписи, содержащие только алфавит, называются абецедариями. 26 букв высотой около 0,5 см расположены слева направо и представляют собой западногреческий алфавит, который этруски переняли у греческих поселенцев в Кампании в VII веке до нашей эры. Буквы b, d и o не использовались в тексте, поскольку в этрусском языке не было соответствующих звуков. Знак S в форме окна (ξ, соответствующий финикийской букве самех и греческой кси) также не нашёл применения.
По графическим особенностям надпись относится к третьей группе, выделяемой среди надписей из Цере VII века до н. э. Колонной: серповидная c, θ с прямым перекрестием, вытянутые вниз m и n с вертикальным первым штрихом, u и χ, образованные одним вертикальным штрихом с одним или двумя приписанными к нему наклонными, и p, имеющая вверху изогнутый штрих вместо наклонного.
Писарь допустил ошибку при нанесении алфавита, поскольку буква s встречается дважды, на позициях 21 и 24. Другие абецедарии того времени указывают букву ṡ на позиции 24, так что описка очевидна. Она, вероятно, вызвана тем, что ṡ в VII веке до н. э. произносилась этрусками так же, как s.

## Культурно-историческое значение
Петушок является ранним примером этрусской посуды буккеро и алфавитов, начертанных на такой керамике.
Изделия из буккеро этруски производили с середины VII до начала IV века до нашей эры. При этом они разработали большое разнообразие форм, от простых мисок и горшков до керамики в виде животных и человеческих тел. Многие из изделий буккеро были декоративными сосудами для питья, в том числе те, которые обычно изготавливались из таких металлов, как золото, серебро и бронза. При этом этруски часто заимствовали формы и названия у греков, например, этрусский culichna для сосуда для питья от греческого κύλιξ. Этот тип керамики изготавливался в результате сложного и трудоёмкого процесса, требующего высокого уровня мастерства, поэтому керамика буккеро не предназначалась для повседневного использования, а служила символом статуса для состоятельной элиты.
Помимо петушка из Витербо, от раннего этрусского периода сохранились и другие абецедарии с образцами алфавитов, в том числе амфора из Формелло, алабастрон из гробницы Реголини-Галасси в Черветери и чернильница буккеро из некрополя Сорбо недалеко от Черветери. Алфавиты на них написаны слева направо, так же как и на петушке. Самый старый из известных абецедариев был выгравирован на табличке из Марсильяны. Буквы там выгравированы справа налево и в зеркальном начертании. За исключением орфографической ошибки, использовались те же буквы, что и на петушке буккеро из Витербо. В VII веке до нашей эры этруски ещё писали слева направо, но уже с VI века — справа налево, зеркально отражая буквы.

Абецедарий Марсилианы

Поскольку петушка, вероятно, использовали в качестве чернильницы, абецедарий изначально представлял собой удобный инструмент для запоминания при письме. Кроме того, надпись служила украшением и демонстрировала знание владельцем письма. Считается, что надписи на этрусских артефактах также носили сакральный характер. Буквы имели магическое значение, а само их написание было ритуалом.